# ذا كيست أوف كي
ذا كيست أوف كي (باليابانية: カイの冒険) هي لعبة فيديو تم إنتاجها في سنة 1988 تم إنتاجها وتطويرها من قبل شركة نامكو. هي ثالث لعبة من سلسلة ألعاب بابيلونيان كاسل بعد لعبتي ذا تاور أوف دراوغا وذا ريتورن أوف إيشتار. في اللعبة تقوم عشتار بإرسال الكاهنة كي لكي تسترجع برج دراوغا من الشيطان دراوغا.